# Gesta Normannorum Ducum
Gesta Normannorum Ducum (dosł. z łaciny Czyny Normańskich Książąt) – średniowieczna kronika autorstwa mnicha Wilhelma z Jumièges, opisująca dzieje Normanów do 1060 roku. W 1070 Wilhelm Zdobywca nakazał Wilhelmowi z Jumièges rozszerzyć pracę o szczegóły dotyczące jego praw do korony angielskiej. W latach późniejszych Orderic Vitalis (zm. ok. 1142) oraz Robert z Torigni (zm. 1186) poszerzyli kronikę o historię do czasów Henryka I.